# Natitingou IV
Natitingou IV est l'un des neuf arrondissements de la commune de Natitingou dans le département de l'Atacora au Bénin.

## Géographie
L'arrondissement de Natitingou IV est situé au nord-ouest du Bénin et compte 7 villages que sont Ditahouan, Doyakou, Koudengou, Peporiyakou, Tetante, Tikouati et Toroubou.

## Démographie
Selon le recensement de la population de 2013 conduit par l'Institut national de la statistique et de l'analyse économique (INSAE), Natitingou IV compte 7413 habitants.

## Galerie de photos

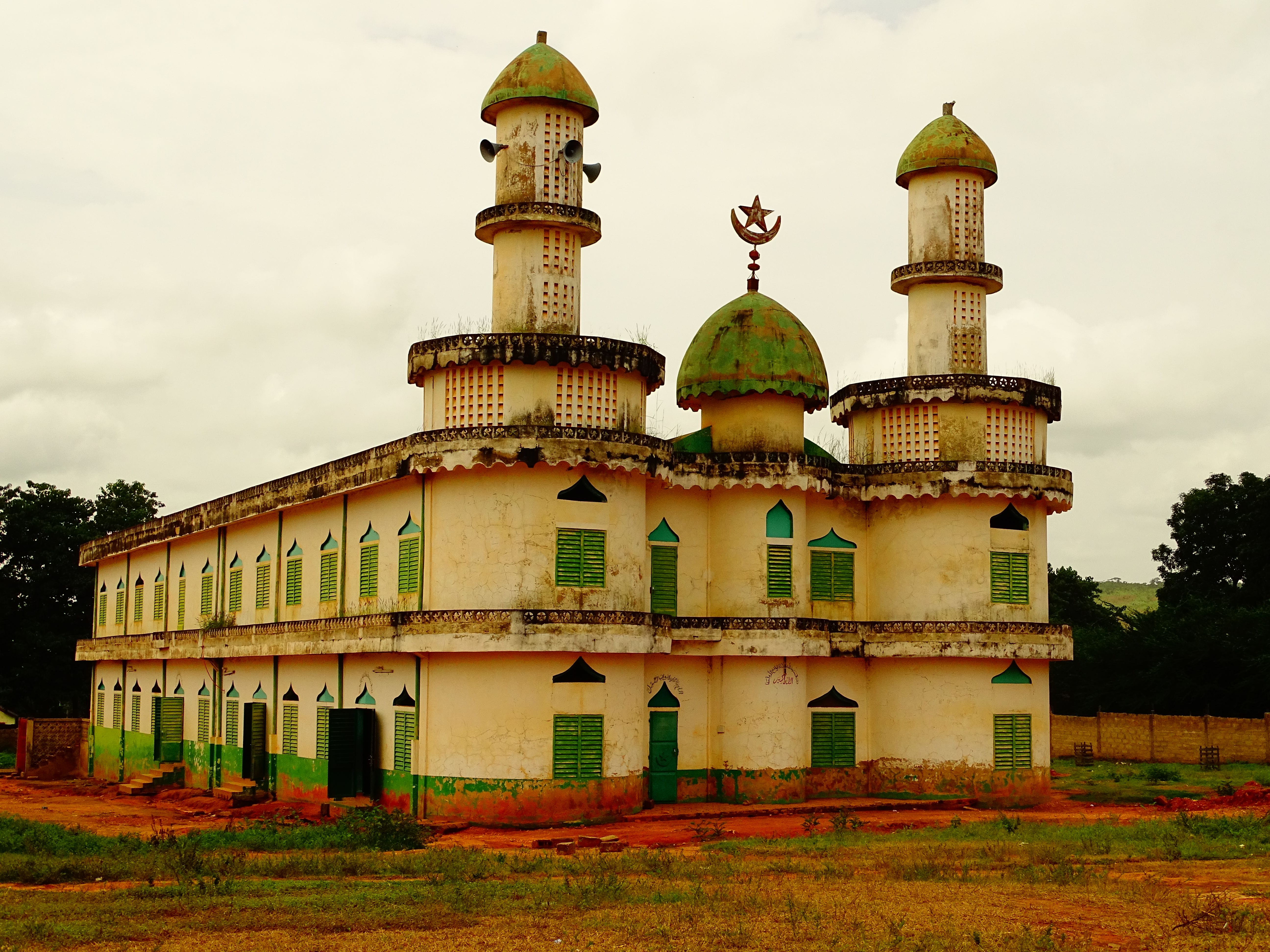
La Place idi Natitingou
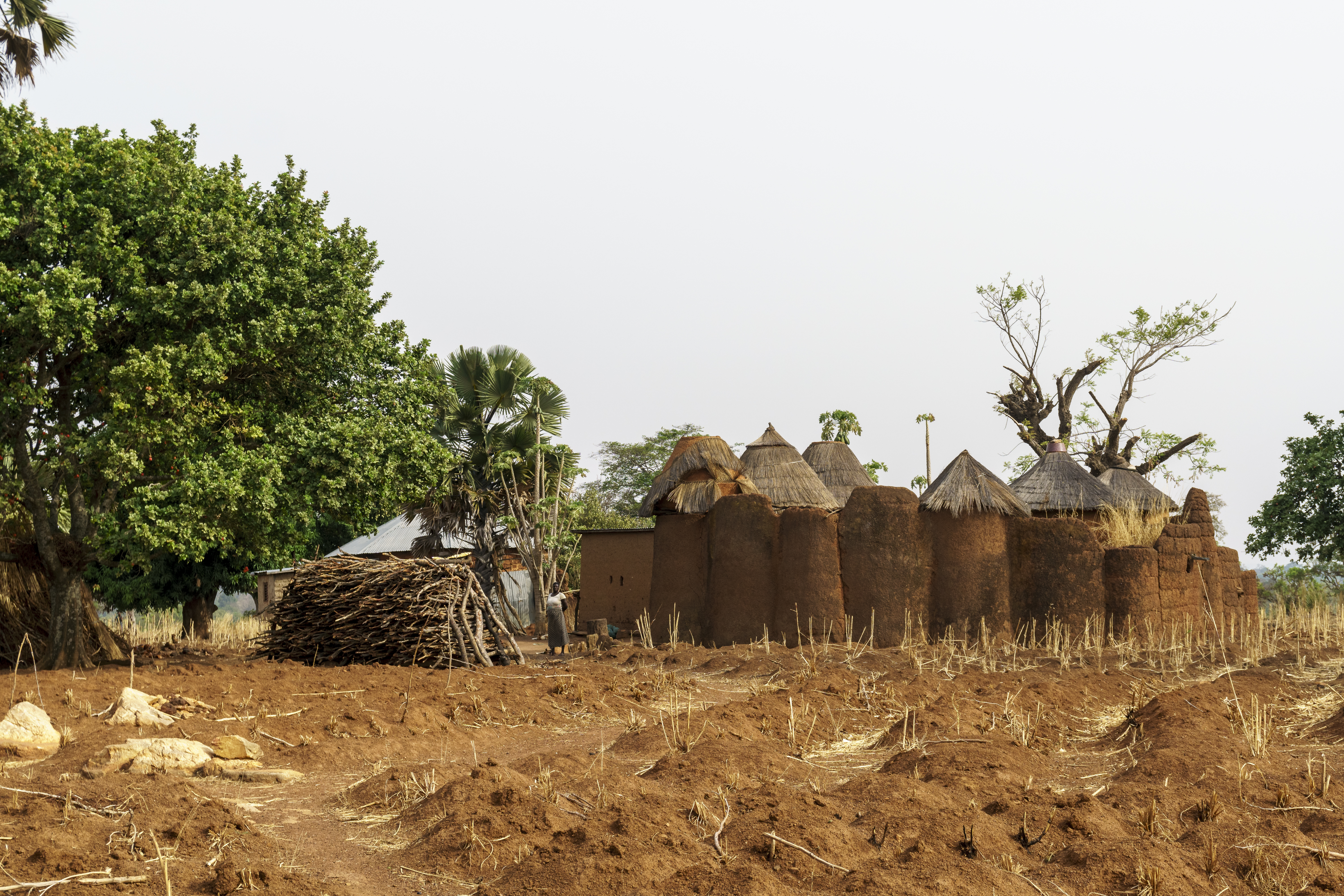
Tata somba
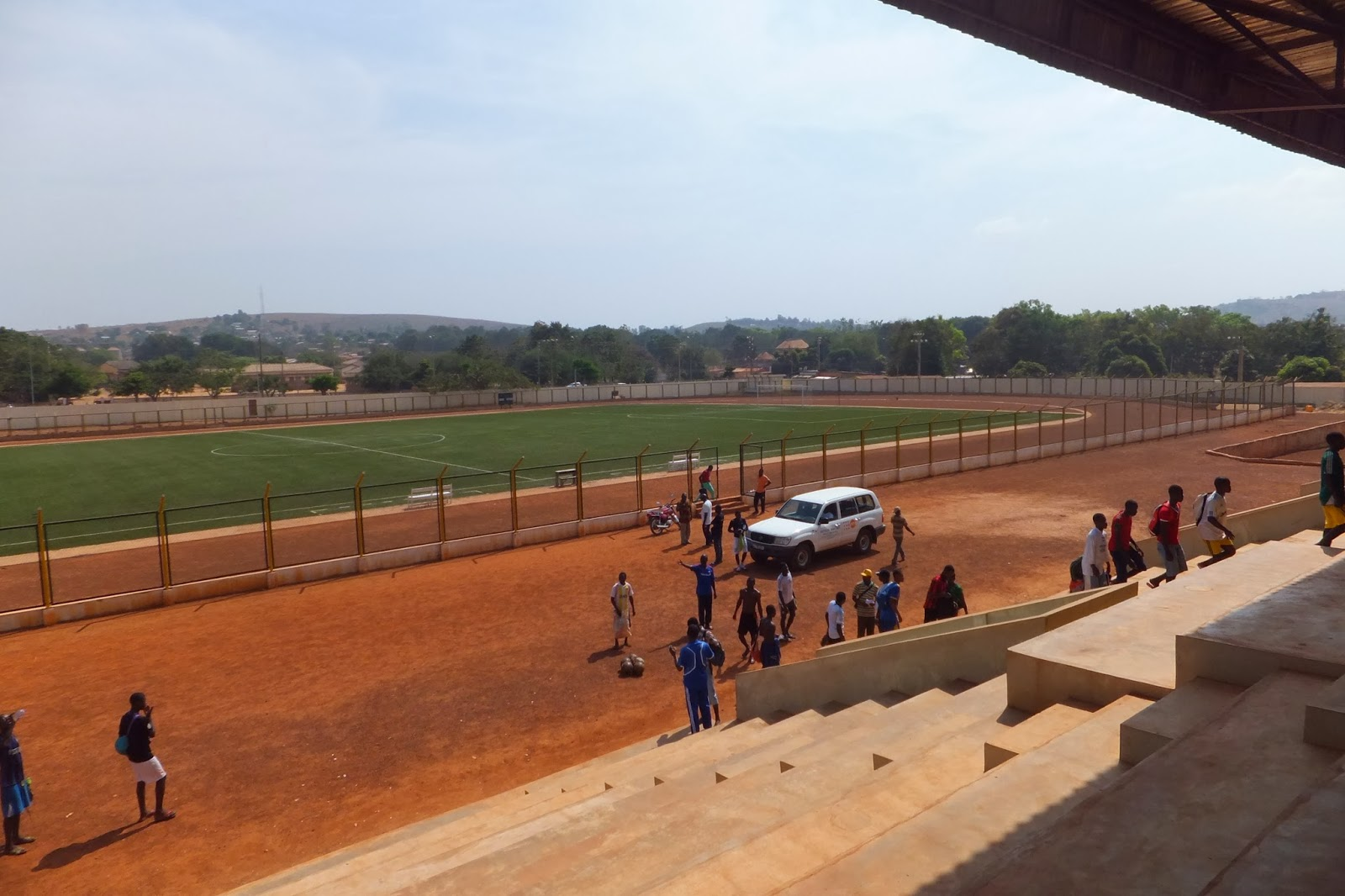
Stade municipal de Natitingou